# مهدی کریمیان
مهدی کریمیان (زادهٔ ۶ شهریور ۱۳۵۹ در بوشهر) بازیکن فوتبال اهل ایران است. وی سابقهٔ حضور در تیم‌های ذوب آهن اصفهان، برق شیراز، سپاهان اصفهان، تراکتورسازی تبریز، استقلال تهران و فجر سپاسی شیراز را نیز دارد.
کارت معافیت از سربازی وی در جریان جنجال کارت معافیت بازیکنان فوتبال ابطال شد.
کریمیان در هتریک قهرمانی سپاهان اصفهان و قهرمانی تراکتور تبریز در جام حذفی نقش بسزایی داشت. وی سال ۹۷ از فوتبال خداحافظی کرد.
همچنین در زمانی که علی دایی هدایت تیم ملی را بر عهده داشت به تیم ملی دعوت شد ولی مصدومیت شدیدی از ناحیه کمر پیدا کرد و از همراهی تیم ملی بازماند.
وی برادر مهرداد کریمیان، دیگر فوتبالیست ایرانی است.

## افتخارات
- لیگ برتر
- نایب قهرمانی در لیگ برتر فوتبال ایران ۸۴-۱۳۸۳ به همراه تیم  ذوب آهن اصفهان
- قهرمانی در لیگ برتر فوتبال ایران ۸۹-۱۳۸۸ به همراه تیم سپاهان اصفهان
- قهرمانی در لیگ برتر فوتبال ایران ۹۰-۱۳۸۹ به همراه تیم سپاهان اصفهان
- قهرمانی در لیگ برتر فوتبال ایران ۹۱-۱۳۹۰ به همراه تیم سپاهان اصفهان
- نایب قهرمانی در لیگ برتر فوتبال ایران ۹۲–۱۳۹۱ به همراه تیم تراکتورسازی تبریز
- جام حذفی
- قهرمانی در جام حذفی فوتبال ایران ۹۳–۱۳۹۲ به همراه تیم تراکتورسازی تبریز

### به عنوان سرمربی
- قهرمانی لیگ دسته دوم فوتبال ایران ۱۴۰۰–۱۳۹۹ به همراه شاهین بندر عامری و صعود به لیگ آزادگان

## خانواده
برادر کوچک‌تر او مهرداد کریمیان نیز بازیکن فوتبال است.